# Индия на летних Олимпийских играх 1964
Индия принимала участие в Летних Олимпийских играх 1964 года в Токио (Япония) в одиннадцатый раз за свою историю, и завоевала одну золотую медаль.

## Медалисты
| Медаль          | Спортсмен | Вид спорта      | Дисциплина |
| --------------- | --- | --------------- | ---------- |
| Золото          | Сборная Индии по хоккею на траве \| Харипал Каушик \| Мохиндер Лал \| \| Шанкар Лакшман \| Банду Патил \| \| Джон Питер \| Али Сиед \| \| Чаранджит Сингх \| Даршан Сингх \| \| Дхарам Сингх \| Гурбукс Сингх \| \| Харбиндер Сингх \| Джагджит Сингх \| \| Джогиндер Сингх \| Притхипал Сингх \| \| Удхам Сингх \| \| | Хоккей на траве | Мужчины    |
| Харипал Каушик  | Мохиндер Лал |                 |            |
| Шанкар Лакшман  | Банду Патил |                 |            |
| Джон Питер      | Али Сиед |                 |            |
| Чаранджит Сингх | Даршан Сингх |                 |            |
| Дхарам Сингх    | Гурбукс Сингх |                 |            |
| Харбиндер Сингх | Джагджит Сингх |                 |            |
| Джогиндер Сингх | Притхипал Сингх |                 |            |
| Удхам Сингх     | |                 |            |